# Star Mountains
Die Star Mountains (deutsch: Sternberge, niederländisch (kolonial): Sterrengebergte; indonesisch: Pegunungan Bintang) sind eine Bergkette im zentralen Neuguinea, deren Ausläufer vom Westen Papua-Neuguineas bis in den Osten Indonesiens reichen. Die Bergkette gehört damit zur zentralen Kette der New Guinea Highlands.

## Geographie
Die Star Mountains sind eine der östlichsten Gebirgsketten des Maokegebirges. Ob sie offiziell als eigenständige Gebirgskette betrachtet werden oder als eine östliche Untereinheit des Jayawijaya-Gebirges, lässt sich aufgrund der aktuellen Datenlage nicht beantworten. Im englischen Wikipedia wird der Puncak Mandala als höchster Berg sowohl des Jayawijaya-Gebirges als auch der Star Mountains benannt, was für die Einstufung als Untereinheit spräche und eine Ausdehnung nach Westen über den Puncak Mandala hinaus bedeuten würde. Ein Nachweis wird allerdings nicht geliefert.
Im Osten der Star Mountains setzt sich die zentrale Kette der New Guinea Highlands in den Bahrman Mountains, der Hindenburg Range (beide können als Untergruppen der Star Mountains gelten) und weiter in der Victor Emanuel Range fort.
Der Gebirgszug der Star Mountains liegt im Gebiet der Regierungsbezirke Pegunungan Bintang Regency in Indonesien und Star Mountains Rural LLG in Papua-Neuguinea, die beide nach der Bergkette benannt wurden.
Sieht man vom Massiv des Puncak Mandala ab (vgl. die Diskussion weiter oben), dann sind die höchsten Berge der Star Mountains der Antares (auch Gunung Antaros; 3970 m) in Indonesien und der Mount Capella (3960 m) in Papua-Neuguinea.
Ihren Namen trägt die Bergkette, da verschiedene Einzelberge nach Sternen benannt wurden, so auf indonesischer Seite der Gunung Antaros (4° 54′ S, 140° 54′ O) und Andromeda (2833 m; 4° 57′ S, 140° 49′ O) und auf neuguinesischer Seite Mount Capella, Sirius (3352 m; 4° 59′ S, 141° 10′ O) und der in der Hindenburg Range liegende Vega (2743 m oder 2787 m; 5° 5′ S, 141° 19′ O).

## Geschichte
Eine der ersten westlichen Expedition in die Berge wurde von Jan Sneep geleitet, einem niederländischen Kolonialbeamten, der vom Sibil-Tal aus operierte. Die Expedition, die im April 1959 begann, kartierte das Gelände und sammelte anthropologische Daten der Menschen, die in der Gegend lebten. Bergsteiger der Expedition erreichten am 9. September 1959 den Gipfel des westlich gelegenen Puncak Mandala, des höchsten Berges des Jayawijaya-Gebirges.

## Klima
In den Star Mountains fallen jährliche Niederschläge von mehr als 10.000 mm/Jahr, und obwohl noch nie eine offizielle wissenschaftliche Wetterstation eingerichtet wurde, gilt es als einer der feuchtesten Orte der Erde.

## Sprachen
Gemessen an der Anzahl unabhängiger Sprachfamilien sind die Star Mountains eine der sprachlich vielfältigsten Regionen Neuguineas.